# Stanisław Pietrzak
Stanisław Kazimierz Pietrzak (ur. 30 lipca 1943 w Piotrkowie Kujawskim, zm. 28 stycznia 2015 w Warszawie) – polski polityk i samorządowiec, były wiceprezydent Warszawy, wicewojewoda warszawski i mazowiecki.

## Życiorys
W latach 60. studiował na Politechnice Warszawskiej i w Leningradzkim Instytucie Mechaniki Precyzyjnej Optyki. Ukończył też studium doktoranckie na PW.
W latach 1967–1969 pracował jako konstruktor w warszawskich Zakładach Wytwórczych Przyrządów Pomiarowych „ERA”. Później do 1991 pozostawał zatrudniony na stanowiskach kierowniczych w stołecznych zakładach przemysłowych.
W latach 1968–1981 należał do Stronnictwa Demokratycznego. W latach 80. działał w opozycji demokratycznej. Po wprowadzeniu stanu wojennego internowano go na okres ponad półtora miesiąca.
W 1990 uzyskał mandat radnego gminy Warszawa Mokotów, wchodząc następnie w skład jej zarządu. W latach 1992–1994 pełnił funkcję burmistrza Mokotowa, a przez kolejne cztery lata zastępcy prezydenta m.st. Warszawy. W 1998 zajmował stanowisko wicewojewody warszawskiego, a od 1999 do 2000 pierwszego wicewojewody mazowieckiego. Został odwołany po rozpadzie koalicji AWS-UW. Do 2002 był wiceburmistrzem Bemowa. W 2003 podjął pracę w zakładach mechanicznych oraz działalność doradczą.
Działał w Ruchu Obywatelskim Akcja Demokratyczna, Unii Demokratycznej, Unii Wolności, następnie został członkiem Partii Demokratycznej. Z jej ramienia ubiegał się w 2006 bezskutecznie o urząd prezydenta Otwocka, powrócił jednak do samorządu warszawskiego, uzyskując mandat radnego Mokotowa. W 2009 przeszedł do klubu radnych Platformy Obywatelskiej. Nie uzyskiwał ponownie mandatu, startując z ramienia PO w 2010 i 2014.
W 2005 otrzymał Złoty Krzyż Zasługi.